# Bozont és Scooby-Doo
A Bozont és Scooby-Doo, gyakran Bozont és Scooby-Doo: Találd ki (eredeti cím: Shaggy & Scooby-Doo Get a Clue!) egy amerikai 26 részes rajzfilmsorozat, melyet a Warner Bros. készített. Az USA-ban először a Kids WB csatorna tűzte műsorra szombat délelőttönként. Magyarországon a Cartoon Networkön volt a bemutatója, és az új részeket hétköznap esténként adták. 13 részt szinkronizáltattak magyarra, a hiányzó tizenhármat az alacsony nézettség miatt nem fordíttatták le.

## Magyar hangok
- Melis Gábor – Scooby
- Fekete Zoltán – Bozont
- Szokol Péter – Robi
- Rudas István – Dr. Albert Shaggleford
- Csuja Imre – Dr. Phineus Phibes
- Bodrogi Attila – 1-es ügynök
- Láng Balázs – 2-es ügynök
- Bódy Gergely – Fred
- Madarász Éva – Vilma
- Hámori Eszter – Diána

## Epizódok

### Évados áttekintés
| Évad | Évad | Epizódok | Eredeti sugárzás     | Eredeti sugárzás  | Magyar sugárzás         | Magyar sugárzás         |
| Évad | Évad | Epizódok | Évadpremier          | Évadfinálé        | Évadpremier             | Évadfinálé              |
| ---- | ---- | -------- | -------------------- | ----------------- | ----------------------- | ----------------------- |
|      | 1    | 13       | 2006. szeptember 23. | 2007. május 5.    | 2007. május 12.         | 2007. június 23.        |
|      | 2    | 13       | 2007. szeptember 22. | 2008. március 15. | Nem jelent meg magyarul | Nem jelent meg magyarul |

### 1. évad
| #   | Eredeti cím                            | Magyar cím                          | Eredeti premier      | Magyar premier   |
| --- | -------------------------------------- | ----------------------------------- | -------------------- | ---------------- |
| 1.  | Shags to Riches                        | Bozont öröksége                     | 2006. szeptember 23. | 2007. május 12.  |
| 2.  | More Fondue for Scooby-Doo             | Svájci kirándulás                   | 2006. szeptember 30. | 2007. május 13.  |
| 3.  | High Society Scooby                    | Félelem a klubban                   | 2006. október 7.     | 2007. május 19.  |
| 4.  | Party Arty                             | Találd ki!                          | 2006. november 4.    | 2007. május 20.  |
| 5.  | Smart House                            | Kevin, a vírus                      | 2006. november 11.   | 2007. május 26.  |
| 6.  | Lightning Strikes Twice                | Mennykőcsapás a javából             | 2006. november 18.   | 2007. május 27.  |
| 7.  | Don't Feed the Animals                 | Esendők az esőerdőben               | 2007. február 3.     | 2007. június 2.  |
| 8.  | Mystery of the Missing Mystery Solvers | Az elveszett rejtélyfejtők rejtélye | 2007. február 10.    | 2007. június 3.  |
| 9.  | Chefs of Steel                         | Acélszakácsok                       | 2007. február 17.    | 2007. június 9.  |
| 10. | Almost Ghosts                          | A majdnem szellemek                 | 2007. február 24.    | 2007. június 10. |
| 11. | Pole to Pole                           | Autóversenyzés életre-halálra       | 2007. március 3.     | 2007. június 16. |
| 12. | Big Trouble                            | Mega-probléma                       | 2007. április 28.    | 2007. június 17. |
| 13. | Operation Dog and Hippy Boy            | A kölyök és kutya hadművelet        | 2007. május 5.       | 2007. június 23. |

### 2. évad
| #   | Eredeti cím                   | Magyar cím              | Eredeti premier      | Magyar premier          |
| --- | ----------------------------- | ----------------------- | -------------------- | ----------------------- |
| 1.  | Shaggy and Scooby World       | Nem jelent meg magyarul | 2007. szeptember 22. | Nem jelent meg magyarul |
| 2.  | Almost Purr-fect              | Nem jelent meg magyarul | 2007. szeptember 29. | Nem jelent meg magyarul |
| 3.  | Inside Job                    | Nem jelent meg magyarul | 2007. október 6.     | Nem jelent meg magyarul |
| 4.  | Zoinksman                     | Nem jelent meg magyarul | 2007. október 13.    | Nem jelent meg magyarul |
| 5.  | The Many Faces of Evil        | Nem jelent meg magyarul | 2007. november 3.    | Nem jelent meg magyarul |
| 6.  | Cruisin' For a Bruisin'       | Nem jelent meg magyarul | 2007. november 10.   | Nem jelent meg magyarul |
| 7.  | There's a Doctor in the House | Nem jelent meg magyarul | 2007. december 1.    | Nem jelent meg magyarul |
| 8.  | Super Scary Movie Night       | Nem jelent meg magyarul | 2008. január 26.     | Nem jelent meg magyarul |
| 9.  | Runaway Robi                  | Nem jelent meg magyarul | 2008. február 2.     | Nem jelent meg magyarul |
| 10. | Don't Get a Big Head          | Nem jelent meg magyarul | 2008. február 16.    | Nem jelent meg magyarul |
| 11. | Scooby-Dudes                  | Nem jelent meg magyarul | 2008. február 23.    | Nem jelent meg magyarul |
| 12. | Zoinks the Wonderdog          | Nem jelent meg magyarul | 2008. március 8.     | Nem jelent meg magyarul |
| 13. | Uncle Albert Alert            | Nem jelent meg magyarul | 2008. március 15.    | Nem jelent meg magyarul |

## Fordítás
- Ez a szócikk részben vagy egészben  a   Shaggy & Scooby-Doo Get a Clue! című angol Wikipédia-szócikk ezen változatának fordításán alapul.  Az eredeti cikk szerkesztőit annak laptörténete sorolja fel. Ez a jelzés csupán a megfogalmazás eredetét és a szerzői jogokat jelzi, nem szolgál a cikkben szereplő információk forrásmegjelöléseként.